# Fibragallia paradigitata
Fibragallia paradigitata är en insektsart som beskrevs av Nielson 1999. Fibragallia paradigitata ingår i släktet Fibragallia och familjen dvärgstritar. Inga underarter finns listade i Catalogue of Life.